# Bernhard Heinrich Michelson
Bernhard Heinrich Michelson (russisch Бернгард Генрихович Михельсон Berngard Genrichowitsch Michelson oder Борис Андреевич Михельсон Boris Andrejewitsch Michelson; * 20. Juni 1812 bei Fellin; † 8. Dezember 1887 in Moskau) war ein russischer Agronom und Hochschullehrer.

## Leben

### Privatleben und Ausbildung
Er entstammte einer deutschbaltischen Familie, kam als Sohn des Gutsverwalters Wilhelm Heinrich Michelson zur Welt und wuchs im Gouvernement Estland des Russischen Kaiserreiches auf. Nach dem Besuch des Gouvernement-Gymnasiums in Reval zwischen 1824 und 1828 immatrikulierte er sich an der Kaiserlichen Universität Dorpat. Dort studierte er in den Jahren 1829 und 1830 Militärwissenschaft, ehe er zu Philosophie oder Wirtschaftswissenschaft wechselte und 1834 als Kandidat der Wissenschaften abschloss. Anschließend studierte er im Ausland Agrarwissenschaften, zuletzt 1837 bis 1839 an der Forstakademie Tharandt im Königreich Sachsen.
Bernhard Heinrich Michelson war mit Natalia Campioni verheiratet.

### Berufliche Karriere
Seinen Einstieg ins Berufsleben fand Michelson 1839 als Mitglied des Gelehrtenkomitees des russischen Domänenministeriums, dem die Verwaltung der Staatsländereien, der Forsten und des Bergbaues oblag. Im darauffolgenden Jahr 1840 erhielt er eine Anstellung als Adjunktprofessor an der neu gegründeten Landwirtschaftsschule in Gorki im Gouvernement Mogiljow. Dabei handelt es sich um die Vorgängerinstitution der noch heute am selben Standort bestehenden Belarussischen Landwirtschaftsakademie. Bald wurde Michelson stellvertretender praktischer Agronom am dortigen Lehrbauernhof, den er schließlich zwischen 1845 und 1860 als Direktor leitete. Danach war er als Oberverwalter der Güter des Grafen Alexei Bobrinski in Smela im Gouvernement Kiew tätig.
Im April 1847 wurde er als ordentliches Mitglied in die Kaiserliche Freie Ökonomische Gesellschaft zu Sankt Petersburg aufgenommen.
Er war Wirklicher Staatsrat.